# 玻利瓦爾市 (特魯希略州)

玻利瓦爾市（西班牙語：Municipio Bolívar），是委內瑞拉的一個市，位於該國西部特魯希略州，首府設於大薩瓦納，面積208平方公里，海拔高度135米，2001年人口12,410，人口密度每平方公里59.7人。